# Kronika Bychowca
Kronika Bychowca – wersja Kroniki Wielkiego Księstwa Litewskiego i Żmudzkiego spisana w XVI w. przez prawosławnego Rusina. Powstała prawdopodobnie na zamówienie rodziny Gasztołdów i spokrewnionych z nimi Holszańskich i Olelkowiczów-Słuckich. Najstarszą wersją Kronik Wielkiego Księstwa Litewskiego i Żmudzkiego są jednak latopisy Krasińskich i latopis Jewrieinowski.
Kronika Bychowca opisuje wydarzenia w Księstwie od legendarnych czasów rządów Palemonowiczów. Przedstawia głównie historię wojen polsko-litewskich, bitew z Tatarami i Krzyżakami. Relacjonuje też zmagania Rusinów o zachowanie tożsamości narodowej i ich działania skierowane przeciwko litewskiej i polskiej dominacji. Jest jedynym dziełem średniowiecznej historiografii, które podaje najdłuższą genealogię litewskich władców Połocka.
Historyk Kazimierz Chodynicki twierdził, że Kronika Bychowca jest kompilacją informacji (podawanych przez Jana Długosza, dzieła Piccolominiego, Macieja Miechowity, latopis nowogrodzki) wzbogaconych, nieraz w sposób dowolny, o własne wiadomości. Duża część tekstu pokrywa się z tekstem Kroniki Stryjkowskiego. Dzieło jest kontrowersyjne i nie uznawane za wiarygodne źródło informacji historycznych, ponieważ zdaniem wielu historyków autor mitologizuje oraz podaje informacje sprzeczne ze stanem faktycznym. Według informacji z Księgi Bychowca, Bitwa pod Grunwaldem toczyła się wyłącznie pomiędzy rycerstwem litewskim a Krzyżakami. Rycerstwo polskie nie ingerowało w tok walki, lecz było biernymi widzami. Hufiec Jagiełły wziął udział tylko przy uśmiercaniu niedobitków.
Nazwa kroniki pochodzi od nazwiska jej „odkrywcy”, XIX-wiecznego historyka amatora, Aleksandra Bychowca. Historyk natknął się na nią w 1840 przeglądając zbiory rękopisów swego krewnego mieszkającego w Wołkowysku na Białorusi. Spopularyzowana w 1846 przez Teodora Narbutta, który wydał ją sumptem własnym. W roku 1907, Kronikę Bychowca włączono do 17. tomu dzieła „Kroniki ruskie” zawierającego zbiór wszystkich wschodniosłowiańskich rękopisów.